# ZX Printer

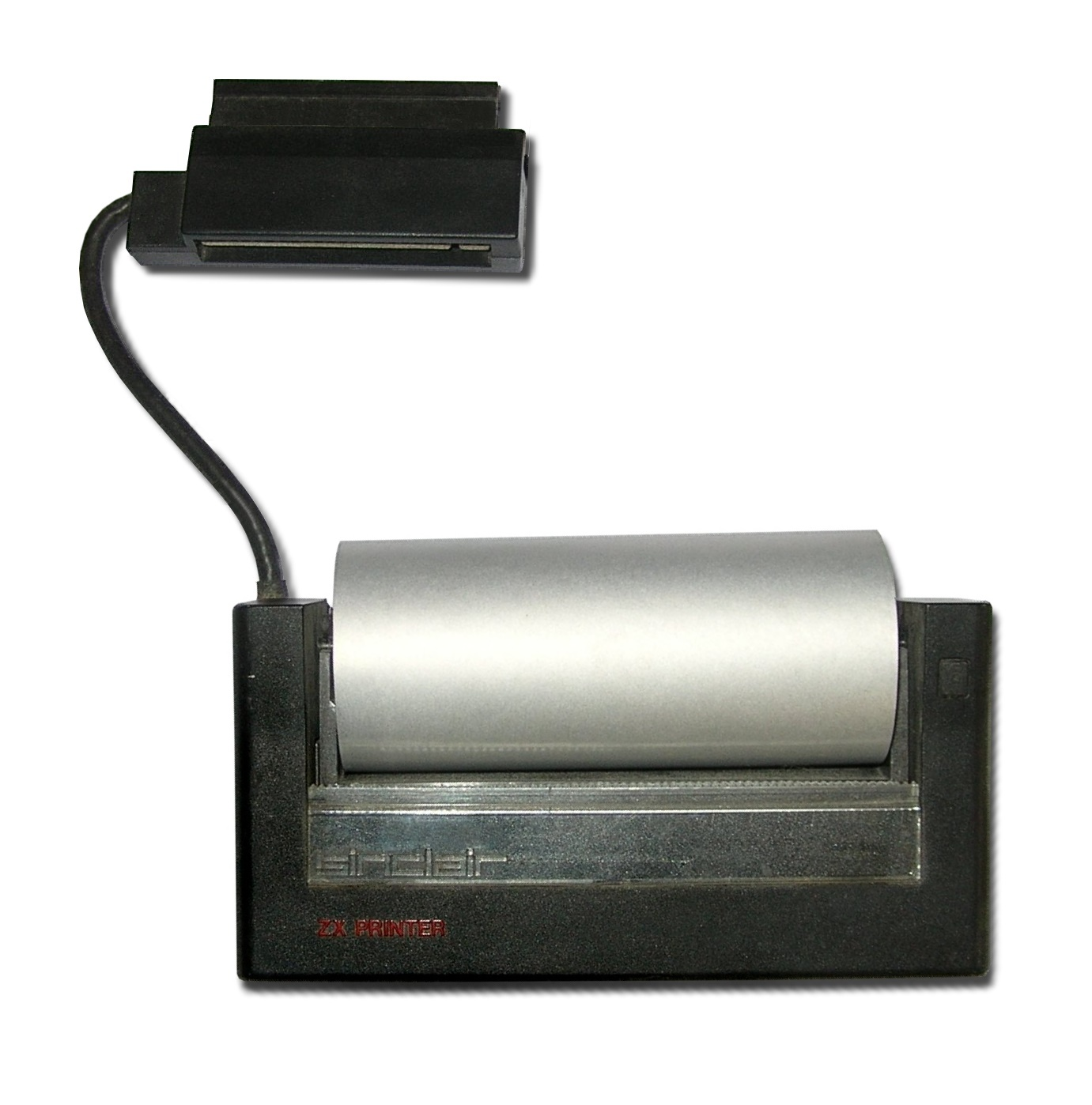
ZX Printer

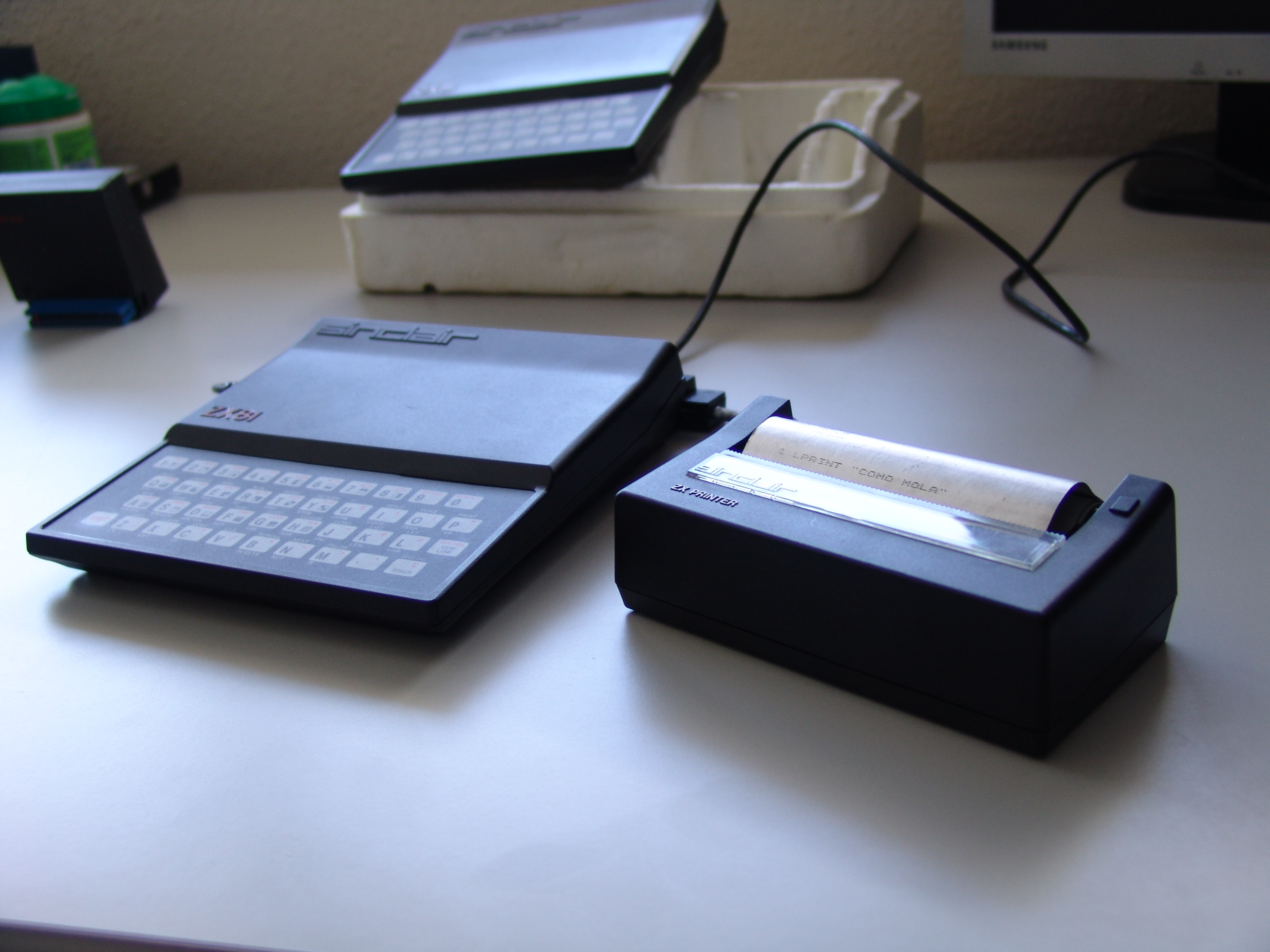
ZX Printer, подключенный к ZX81

ZX Printer — печатающее устройство, разработанное компанией Sinclair Research Ltd для использования с компьютерами Sinclair ZX81 и ZX Spectrum, и выпущенное в ноябре 1981 года. В США устройство выпускалось с 1983 года компанией Timex Corporation под названием TS 2040 Personal Printer, в Португалии — под названием Timex Printer.
Сначала цена принтера составляла 49,95 £. В апреле 1982 года она была поднята до 59,95 £, а в мае 1983 года — снижена до 39,95 £. По сравнению с принтерами того времени, ZX Printer был существенно дешевле (принтеры приличного качества стоили 250 £ и более), за счёт чего ZX Printer получил популярность. Количество проданных устройств составляет десятки тысяч единиц. В США цена TS 2040 составляла 99,95 $.
Принтер выпускался сначала для работы с компьютером ZX80, был совместим с ZX81 и ZX Spectrum. Устройство подключалось к системному разъёму компьютера или сквозному системному разъёму периферийных устройств (например, ZX Interface 1 или ZX Interface 2). Использовалось питание непосредственно от порта расширения, но для ZX81 с принтером поставлялся отдельный блок питания на 1,2 А, так как ранние ZX81 были с блоками питания на 0,7 A. Отдельно блок питания стоил 7,95 £. В комплекте с принтером был 1 рулон бумаги и инструкция. Набор из 5 сменных рулонов металлизированной бумаги, производившейся Sinclair Research, стоил 11,95 £.

## Технология
Принтер использовал искровую технологию печати. Это вариант термопечати, поэтому ZX Printer упоминался иногда обобщенно как термопринтер, а иногда как искровой принтер. Использовалась специальная чёрная бумага с алюминиевым напылением шириной 4 дюйма (101,6000000 мм). Печатающая головка представляла собой две иглы, перемещающиеся в горизонтальной плоскости. В нужных местах между иглами создавалось напряжение, вызывающее искру и прожигающее алюминиевое напыление, открывая поверхность чёрной бумаги. В строке помещалось 32 символа. 
Технология искровой печати не является изобретением Sinclair Research, во время выхода ZX Printer’а существовал ряд аналогичных устройств. В частности, устройства подобного типа использовались в некоторых моделях калькуляторов Casio.
Недостатками принтера являлись его недолговечность, быстрое снижение качества печати, непрочная поверхность бумаги, темнеющая со временем. В настоящее время осталось немного экземпляров устройства, сохранивших качество печати. Специальная бумага не производится и труднодоступна в настоящее время.